# 君子小林介
君子小林介（学名：Hsiaolina chüntzui）为真花介科小林介屬下的一个种。